# Axel Köhler
Axel Köhler (* 1960 in Schwarzenberg/Erzgeb.) ist ein deutscher Regisseur, Opernsänger (Countertenor), Intendant und seit 2023 Rektor der Musikhochschule Stuttgart.

## Leben und Wirken
Axel Köhler studierte an der Hochschule für Musik Carl Maria von Weber Dresden Violinpädagogik und Gesang. Ab 1984 gehörte er dem Ensemble des Opernhauses Halle (Saale) an – zunächst als Spielbariton, vor allem als Altus, später auch als Regisseur und Intendant.
1987 debütierte er als Eustazio in der Halleschen Rinaldo-Inszenierung von Peter Konwitschny. Anspruchsvolle Countertenor-Partien folgten, vor allem in etlichen Händel-Opern, die in dessen Geburtsstadt zu den Händelfestspielen aufgeführt wurden. Köhler gastierte bei internationalen Festivals und wurde weltweit zu Konzerten, CD-, Radio- und Opernproduktionen eingeladen. 1995 sang er am Londoner Royal Opera House in der Uraufführung von Arianna von Alexander Goehr. 1998 übernahm er die Titelpartie in der von den Dresdener Musikfestspielen an der Sächsischen Staatsoper Dresden inszenierten Uraufführung der Oper Farinelli von Siegfried Matthus und gab 2001 den Teufel in Glanerts komischer Oper Scherz, Satire, Ironie und tiefere Bedeutung bei deren Uraufführung in Halle. 2003 sang er bei den Salzburger Festspielen die Partie des Adschib in der Uraufführung der Oper L’Upupa von Hans Werner Henze, 2005 an der Semperoper Dresden die Partie des Poro in Hasses Oper Cleofide, 2006 die Titelpartie in Cantor – Die Vermessung des Unendlichen von Ingomar Grünauer, einer Uraufführung am Opernhaus Halle, in der er auch als Bariton und Geiger auftrat. Die Bayerische Staatsoper engagierte ihn als Altus für L’incoronazione di Poppea und Rinaldo, die Hamburgische Staatsoper für L’incoronazione di Poppea. Am Opernhaus Halle sang er in Monteverdis L’Orfeo die Partie der La Speranza und den Polinesso in Händels Ariodante, dort trat er 2011 auch als Schwan in Orffs Carmina Burana auf. Als Artemis in Henzes Phaedra war er 2007 bis 2010 in Berlin, Brüssel, Wien, Frankfurt und in London zu erleben.
Als Konzertsänger arbeitete der Countertenor mit Ensembles der Alten Musik wie Concerto Köln, Musica Antiqua Köln, Lautten Compagney sowie mit Dirigenten wie René Jacobs, Marcus Creed und Howard Arman. Seine Altus-Programme „Falsetto grazioso“ und „Falsetto amoroso“ wiesen ihn als hervorragenden Liedinterpreten aus.
Immer wieder war Köhler als Countertenor auch in Operetten zu erleben. Den Orlofski in Die Fledermaus verkörperte er an der Komischen Oper Berlin, der Staatsoper Hamburg, dem Staatstheater Karlsruhe und an der Oper Halle. 1998 wurde er in dieser Rolle mit dem Ensemble der Wiener Staatsoper an die Accademia di Santa Cecilia eingeladen. Die Titelpartie in Orpheus in der Unterwelt gestaltete er singend und geigend an der Komischen Oper Berlin und an der Oper Halle. Seit 2005 singt und spielt Köhler auch in Cabaret-Programmen. Ab 2016 gestaltete er Hauptrollen an der Staatsoperette Dresden – so im dort uraufgeführten Nachbarschaftmusical ZZAUN! und bis 2022 als Professor Higgins im Musical My Fair Lady. 
Seit 2000 ist Köhler auch als Regisseur tätig. Sein Debüt gab er mit Monteverdis L’Incoronazione di Poppea, 2001 folgte Händels Rodrigo. 2003 wurde seine Inszenierung der Händel-Oper Teseo in Deutschland, der Schweiz und England aufgeführt. Seitdem inszenierte er in München, Schwerin, Augsburg, Bayreuth, Leipzig, Innsbruck, Dresden, Palermo und Graz. Internationale Aufmerksamkeit erregte er mit Schwanda, der Dudelsackpfeifer von Jaromír Weinberger an der Dresdner Semperoper – die Zeitschrift Opernwelt wählte die Inszenierung zur Wiederentdeckung des Jahres 2011/2012, im Jahr 2014 wurde sie ans Teatro Massimo in Palermo übertragen und wurde letztmals 2017 in den Dresden aufgeführt. Viel Zuspruch gab es 2013 für Bizets Oper Carmen sowie für seine Inszenierungen der Intermezzo-Reihe an der Semperoper. An der Oper Halle zeigte er 2012 eine moderne und auf die Stadt Halle zugeschnittene Inszenierung der Operette Die Fledermaus und 2014 mit der halbszenischen Einrichtung von Richard Strauss’ Arabella. Köhlers Inszenierung von Webers Der Freischütz an der Semperoper im Jahr 2015 wurde mit dem Bachtrack Award 2015 als „Beste Inszenierung“ ausgezeichnet, die DVD vom japanischen Record Geijutsu Magazine mit seinem Rekord-Oscar 2016 geehrt. 
2017 inszenierte Köhler mit Dr. Jekyll & Mr. Hyde an den Landesbühnen Sachsen sein erstes Schauspiel, gefolgt von Mozarts Die Hochzeit des Figaro an der Staatsoperette Dresden und Carl Zellers Der Vogelhändler bei den Seefestspielen Mörbisch. 2018 brachte er Heubergers Operette Der Opernball an der Volksoper Wien auf die Bühne, Rossinis La Cenerentola am Oldenburgischen Staatstheater, Kálmáns Csárdásfürstin, den Doppelabend Die schöne Galathée / Gianni Schicchi an der Staatsoperette Dresden und Die Fledermaus an der Deutschen Oper am Rhein. Das Jahr 2019 startete er mit der Burghards Das Feuerwerk an der Musikalischen Komödie Leipzig und beendete vorerst seine Regietätigkeit mit der Uraufführung des Musicals Der Name der Rose von Gisle Kverndokk/Øystein Wiik bei den Erfurter DomStufen-Festspielen.
Von 2009 bis 2016 war Köhler Künstlerischer Direktor/Intendant der Oper Halle. 2016 bis 2019 gehörte er als Sänger und Regisseur dem Ensemble der Staatsoperette Dresden an, bevor er 2019 zum Rektor der Hochschule für Musik Carl Maria von Weber Dresden berufen wurde. Seit 2023 ist Köhler in gleicher Funktion an der Hochschule für Musik und Darstellende Kunst Stuttgart tätig.

## Auszeichnungen
- 1994: Händelpreis der Stadt Halle[1]
- 1998: Ernennung zum Kammersänger[1]
- 1999: Kritikerpreis der Berliner Zeitung[1]